# Lista de representantes da Albânia ao Oscar de melhor filme internacional
Lista de filmes albaneses concorrentes à indicação ao Oscar de Melhor Filme Internacional (anteriormente conhecido como Oscar de Melhor Filme Estrangeiro). A Albânia inscreve filmes no Oscar desde 1996. O prêmio é concedido anualmente pela Academia de Artes e Ciências Cinematográficas.
A candidatura albanesa é decidida por uma comissão nomeada pelo Ministério da Cultura albanês. O país ainda não conseguiu uma indicação ao Oscar.

## Filmes inscritos
| Ano (Cerimônia)   | Título em português | Título em inglês             | Título original             | Direção                     | Resultado    |
| ----------------- | ------------------- | ---------------------------- | --------------------------- | --------------------------- | ------------ |
| 1996 (69ª edição) |                     | Kolonel Bunker               | Kolonel Bunker              | Kujtim Çashku               | Não indicado |
| 2001 (74ª edição) | Slogans             | Slogans                      | Parullat                    | Gjergj Xhuvani              | Não indicado |
| 2008 (81ª edição) |                     | The Sorrow of Mrs. Schneider | Trishtimi i zonjës Shnajder | Eno Milkani & Piro Milkani  | Não indicado |
| 2009 (82ª edição) |                     | Alive                        | Gjallë!                     | Artan Minarolli             | Não indicado |
| 2010 (83ª edição) |                     | East, West, East             | Lindje, Perëndim, Lindje    | Gjergj Xhuvani              | Não indicado |
| 2011 (84ª edição) | Anistia             | Amnesty                      | Amnistia                    | Bujar Alimani               | Não indicado |
| 2012 (85ª edição) | Pharmakon           | Pharmakon                    | Pharmakon                   | Joni Shanaj                 | Não indicado |
| 2013 (86ª edição) | Agon                | Agon                         | Agon                        | Robert Budina               | Não indicado |
| 2015 (88ª edição) | Bota                | Bota                         | Bota                        | Iris Elezi, Thomas Logoreci | Não indicado |
| 2016 (89ª edição) |                     | Chromium                     | Krom                        | Bujar Alimani               | Não indicado |
| 2017 (90ª edição) |                     | Daybreak                     | Dita zë fill                | Gentian Koçi                | Não indicado |
| 2019 (92ª edição) |                     | The Delegation               | Delegacioni                 | Bujar Alimani               | Não indicado |
| 2020 (93ª edição) |                     | Open Door                    | Derë e Hapur                | Florenc Papas               | Pendente     |